# Gregorio Méndez Magaña
Gregorio Méndez Magaña (Jalpa, Tabasco, México 27 de marzo de 1836 - Ciudad de México, México 28 de marzo de 1887) fue un militar tabasqueño, jefe del Ejército Liberal Tabasqueño, luchó contra la Intervención francesa en Tabasco de 1863 a 1866, logrando expulsar a los invasores. También ocupó varios cargos no solo en su natal Tabasco donde llegó a ser gobernador, sino en otras entidades del país.

## Primeros años
Gregorio Méndez Magaña nació en la Villa de Jalpa (hoy Jalpa de Méndez), en el estado de Tabasco, México, el 27 de marzo de 1836. Desde pequeño aprendió de sus padres las labores del campo y del comercio, quedando huérfano a los 16 años de edad. Logró juntar un pequeño capital, lo que le permitió en 1859 fundar una escuela nocturna y al año siguiente una escuela de música.

## Lucha contra la intervención francesa
Durante la intervención Francesa, el general intervencionista Arévalo, quien comandaba a los franceses, derrocó al gobernador Victorio Victorino Dueñas y tomó posesión del gobierno estatal. Gregorio Méndez organizó una fuerza para combatirlos y se levantó en armas el 8 de octubre de 1863 en Comalcalco. El alzamiento se conoció en la capital San Juan Bautista, en donde el jefe intervencionista Eduardo González Arévalo, formó un destacamento que envió a Cunduacán para combatir el alzamiento, logrando derrotar a las fuerzas de Gregorio Méndez en Comalcalco el día 9, obligándolos a retirarse a Paraíso.
Después de esa derrota, Gregorio Méndez, tomó rumbo a Cárdenas donde dos días antes el coronel Andrés Sánchez Magallanes se había rebelado y unen sus fuerzas.  Al término de una reunión, los liberales tabasqueños deciden darle el mando del Ejército Liberal Tabasqueño a Gregorio Méndez, quien se hizo cargo del mando. El 16 de octubre, se le unen contingentes de Huimanguillo, Comalcalco y de la banda derecha del Mezcalapa: poco más de doscientos hombres, y contando con unos 350 hombres y ya organizados de la mejor manera, marchan contra las posiciones del invasor.

### Toma de Comalcalco
Ya mejor organizados, Gregorio Méndez y sus hombres se dirigieron a Comalcalco el 20 de octubre, donde entraron sin hacer ni un solo disparo, siendo recibidos con muestras de entusiasmo por la población. El jefe de la fuerza invasora Manuel Romanco, huyó a la capital del estado en donde informó lo sucedido.
Instalado en Comalcalco, Méndez reorganizó su ejército y reclutó voluntarios de los alrededores para engrosar sus filas.

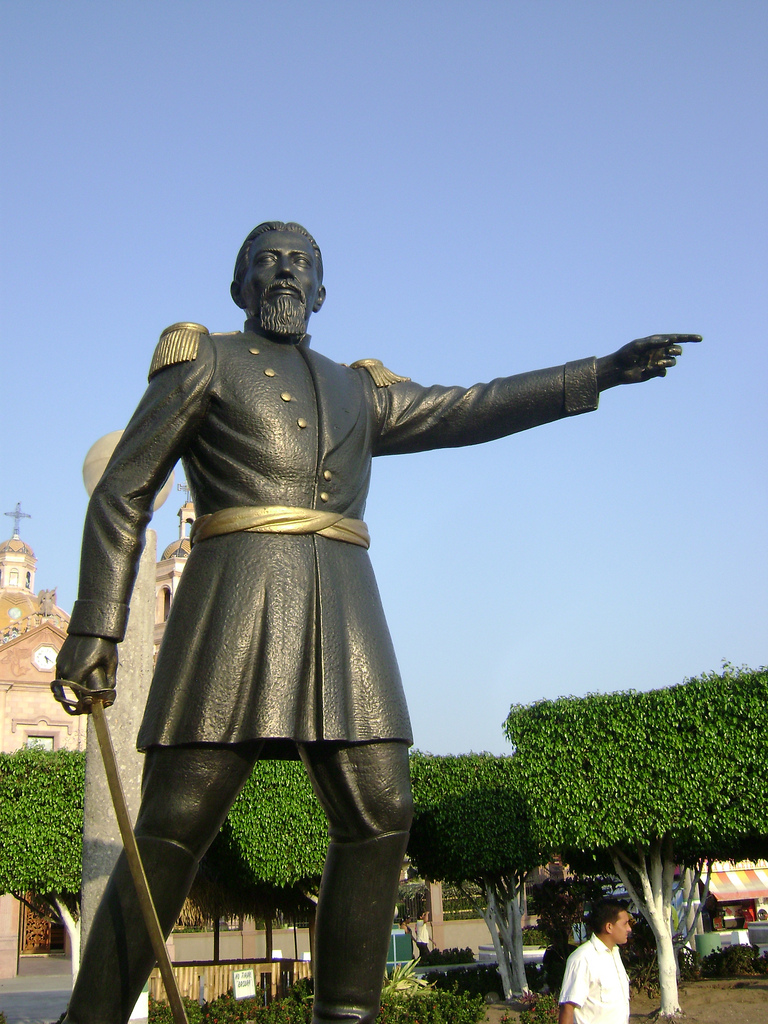
Estatua del Coronel Gregorio Méndez Magaña, ubicada en el parque central de Jalpa de Méndez.

El 24 se integraron personas de Paraíso, Comalcalco y de San Juan Bautista. Méndez procede, después, a organizar sus fuerzas: «Todas las secciones (reza la orden general del 24 al 25 de octubre de 1863) se conservarán en sus respectivos cuarteles en la mejor disposición de ataque, y a nadie se le permitirá separarse de ella desde la oración de la noche, lo que se recomienda con especialidad a los señores oficiales». Ocupa cuatro días del 25 al 28 en disciplinar al máximo a sus tropas que, ya para entonces, ascendían a 350 hombres modestísimamente pertrechados. Sobre esto, escribiría Gregorio Méndez: «Aunque carecía yo de los elementos materiales necesarios a abrir la campaña sobre el enemigo, temerosos de que la insurrección enervase la energía de mis nacionales, resolví tomar la iniciativa, encomendándolo todo al patriotismo.»

"La amplia plaza de Comalcalco sirve para formar la tropa, y los que tenían rudimentarios conocimientos guerreros aprovecharon los días 23 al 28 para impartir disciplina a esta gente, que muchas de ella no hablaban castellano, había indígenas de Huimanguillo, mayas de Comalcalco, zoques de Cunduacán, chontales de Jalpa, tropa mal vestida y peor calzada que iba en aumento, ascendiendo a trecientos cincuenta hombres..."
Gregorio Méndez 28 de octubre de 1863 por la tarde

Posteriormente, el ejército de Gregorio Méndez, marchó sobre Jalpa, con la finalidad de apoderarse de petrechos militares que existían en el depósito de dicho lugar, con la sorpresa de su parte, las huestes de Méndez lograron apoderarse de las armas y demás pertrechos de guerra.

### Toma de Cunduacán
El 29 de octubre, marcharon a Cunduacán, posición estratégica e importante, llave de la Chontalpa y que dista a solo 8 leguas de la capital del estado San Juan Bautista. Zona rica en cacao, cereales y ganado, su ocupación privaría a la capital de abundantes recursos para su abastecimiento, además de ser un punto ventajoso para atacarla. Cunduacán fue ocupado pacíficamente y muchos de los habitantes ayudaron al movimiento mientras otros se unieron a la lucha, entre ellos estaba Manuel Sánchez Mármol. Al conocer Arévalo del triunfo de los liberales tabasqueños en Cunduacán, decidió alistar a su ejército y atacarlos. 
Gregorio Méndez dispuso hacerle frente al ejército intervencionista francés en un lugar en las afueras de Cunduacán, denominado El Jahuactal, un lugar que por su espesa vegetación, permitiría a los hombres de Méndez rodear y sorprender al enemigo sin ser vistos.

### Batalla de El Jahuactal

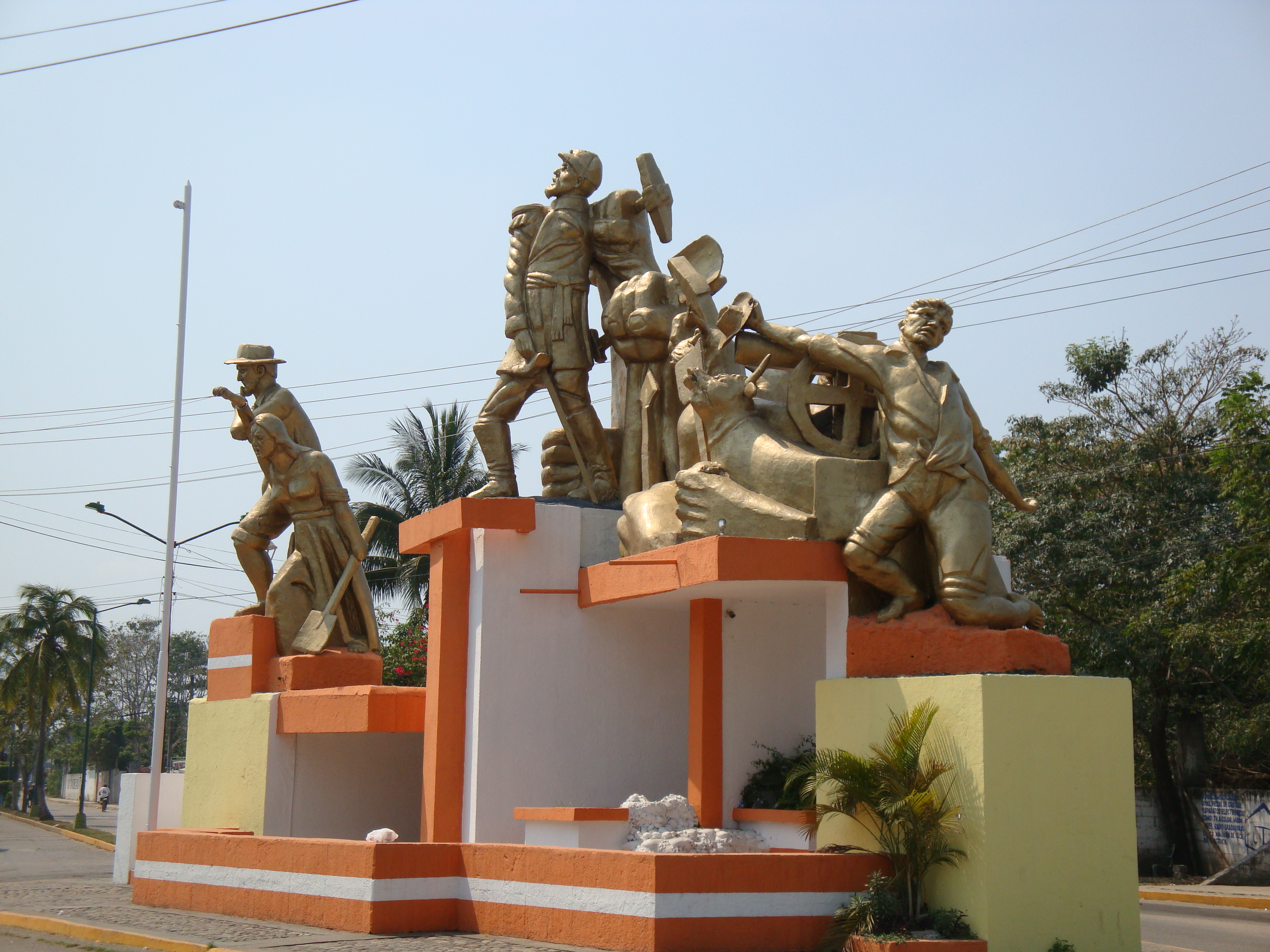
Monumento conmemorativo a la victoria en la Batalla del Jahuactal, en Cunduacán.

Gregorio Méndez organizó a su tropa con la finalidad de caerle por sorpresa a los invasores, la vegetación del lugar, impedía que sus hombres fueran vistos por el enemigo. Las tropas fueron dispuestas para cubrir una línea de medio kilómetro por tres frentes. Alrededor de las 7 de la mañana del 1 de noviembre de 1863 inicia el combate con una emboscada al ejército invasor. Después de varias horas de combate, las líneas enemigas, presas del pánico, emprenden la retirada. A las 11 de la mañana se levantó el campo de batalla con el triunfo de las fuerzas liberales tabasqueñas.

### Toma de San Juan Bautista
Este triunfo, fue decisivo para el Ejército Liberal Tabasqueño, ya que imprimió un gran ánimo en sus filas, por lo que Gregorio Méndez se dispuso  a planear el ataque a la capital del Estado. Vendría después la Toma de San Juan Bautista (hoy Villahermosa)  que se inició el 2 de diciembre de 1863 y concluyó el 27 de febrero de 1864, con la huida de los invasores en la Batalla del 27 de febrero de 1864, cuando por fin se expulsa a los franceses de la capital tabasqueña, cubriendo de gloria a las armas nacionales.
Posteriormente, el 15 de abril de 1866, Gregorio Méndez iniciaría el sitio de Jonuta para desalojar a los franceses de territorio tabasqueño, cosa que logró en el mes de septiembre de 1866. 
Más tarde, convencido Méndez de que para eliminar el peligro de un nuevo ataque francés tenía que desalojarlos de la isla del Carmen, envió al coronel Filomeno López Aguado al mando de un contingente rumbo a Palizada, (que se había agregado a Tabasco) y el 23 de abril de 1867 lograron expulsar a los imperialistas franceses de Palizada y la isla del Carmen.

## Gobernador de Tabasco

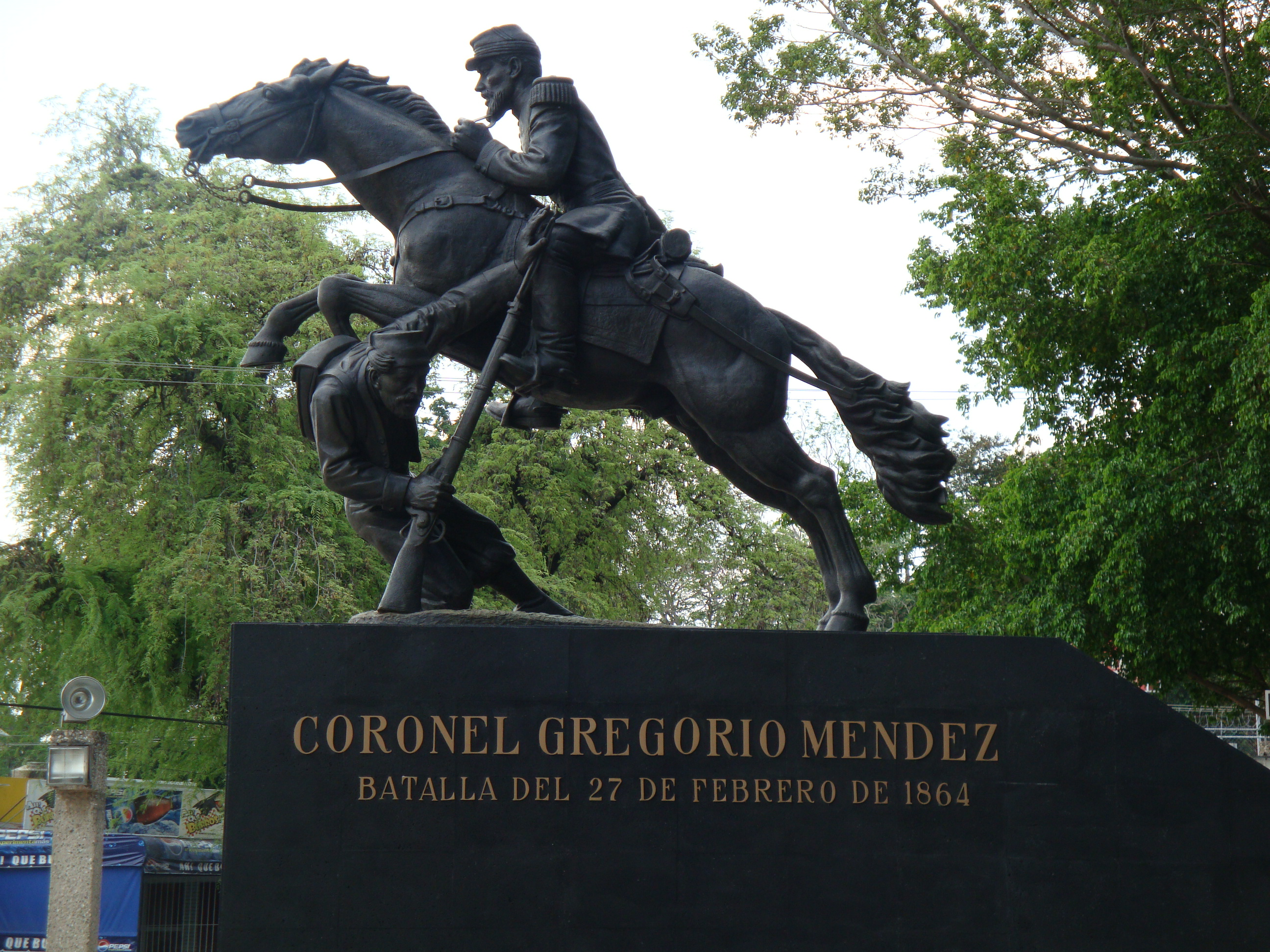
Monumento conocido como "El Caballito" en honor al Coronel Gregorio Méndez y a la victoria en la Toma de San Juan Bautista, ubicado en Villahermosa, Tabasco.

Fue designado Gobernador y Comandante Militar de Tabasco, cargo que desempeñó del 4 de octubre de 1864 al 6 de junio de 1867.
Durante su gobierno, Expidió una Ley de Instrucción Pública y creó un instituto en que se dio educación preparatoria y profesional. Encabezó la facción radical anticatólica junto con Eusebio Castillo, quien se contraponía a la facción progresista, al frente de la cual estaba Simón Sarlat Nova.
En 1866 Gregorio Méndez recibió noticias de que Minatitlán había sido tomada a sangre y fuego, así que conformó una fuerza de 200 hombres con los que marchó a auxiliar a la Línea de Sotavento.

### Sitio de Jonuta
El 5 de junio de 1865, las tropas imperialistas francesas derrotan a los republicanos Lorenzo Prats y Mateo Pimienta en Palizada; los vencidos se refugian en Tepetitán dejando sin defensa la villa de Jonuta, la cual cae de nuevo en manos de los imperialistas franceses el 6 de junio.
El 13 de abril de 1866 el coronel Gregorio Méndez se concentra en Tepetitán con el fin de preparar un ataque sorpresa a la villa de Jonuta en poder de los imperialistas, y el 15 de abril de ese .año, inicia el ataque a la villa. Al día siguiente, las fuerzas de Gregorio Méndez son reforzadas por el ejército del coronel Celestino Brito. Dos días después, los invasores franceses huyen de la villa que es recuperada por las fuerzas tabasqueñas. Sin embargo el 4 de mayo la villa de Jonuta es tomada nuevamente por los imperialistas franceses.
El 11 de agosto inicia un nuevo ataque de las fuerzas de Gregorio Méndez para recuperar Jonuta, logrando expulsar a los franceses, quienes a finales de agosto regresan con refuerzos y toman de nuevo la villa. Sin embargo, ante el empuje de las fuerzas republicanas, la abandonan a los cuatro días, después de saquearla completamente.
La retirada del ejército invasor francés de Jonuta, significa la expulsión total y definitiva de los intervencionistas franceses de Tabasco, lucha que había iniciado el 1 de noviembre de 1863 con la victoria del ejército republicano tabasqueño en la Batalla de El Jahuactal, culminaría tres años después con el sitio y toma de Jonuta en septiembre de 1866.

### Toma de El Carmen
Una vez recuperada Jonuta, Méndez auxilió a los habitantes de Palizada, El Carmen y Campeche. Así, en septiembre de 1866, las fuerzas republicanas tabasqueñas al mando del coronel Filomeno López Aguado salen de la villa de Jonuta y toman Palizada. 
Convencido de que Tabasco no estaría a salvo mientras los franceses siguieran ocupando la isla del Carmen, Méndez dispuso el asalto final a los departamentos de Campeche y El Carmen. Para tal fin, ordenó la entrega de armas, parque y equipo que se encontraba en Macuspana, al gobernador de Campeche, y dio instrucciones al Coronel Filomeno López Aguado quien salió de Jonuta y atacó el puerto de El Carmen, Campeche, expulsando a los imperialistas el 22 de abril de 1867. Así, gracias al apoyo de Gregorio Méndez, se logró consumar el triunfo sobre el invasor en Campeche y la Isla de El Carmen.
El 6 de junio de 1867, Gregorio Méndez hizo entrega del gobierno civil y militar a Felipe J. Serra, y se retiró a la vida privada.

## Otros cargos
Aun cuando solicitó su retiro para dedicarse a la vida privada, en 1871 fue nombrado jefe de reemplazos en Tabasco y más tarde se incorporó a la brigada del general Pérez Figueroa en Veracruz. Fue Comandante militar en Oaxaca de 1873 a 1874. También figuró como comandante militar en Acapulco en 1875; jefe político y militar de Orizaba en 1876 y finalmente jefe de Reemplazos en Yucatán en 1878. Tiempo después partió rumbo a la Ciudad de México en donde falleció el 28 de marzo de 1887. Sus restos descansan en el Monumento erigido en su honor en la Ciudad de Villahermosa, conocido como "El Caballito".

## Condecoraciones y reconocimientos
En los últimos meses de 1867, Don Gregorio Méndez estuvo en la Ciudad de México y en visita especial al presidente Benito Juárez, le entregó las banderas francesas arrebatadas al enemigo. Es en ese momento cuando recibe de parte del Presidente Juárez el grado de Coronel del Ejército Nacional y la condecoración con al Cruz de Primera Clase por sus méritos en la guerra de intervención francesa.
En su honor, en el año de 1887, por decreto, el H. Congreso de Tabasco, determinó que la villa de Jalpa lleve el nombre de Jalpa de Méndez. Y el 2 de abril de 1897 fue develada una estatua en su honor ubicada en el Paseo de la Reforma de la Ciudad de México. En la ciudad de Villahermosa una de las principales avenídas lleva su nombre, y en 1964 al conmemorarse los 100 años de la expulsión de los franceses, se develó una estatua que es conocida popularmente como "el Caballito". En la ciudad de Jalpa de Méndez existe también dos estatuas de este héroe tabasqueño, mientras que en la ciudad de Cunduacán se erigió un monumento conmemorativo de la victoria obtenida en la Batalla de El Jahuactal.
En el estado de Tabasco, la fecha del 27 de febrero en que se conmemora la victoria obtenida y la expulsión de los franceses de parte de las tropas de Don Gregorio Méndez, es considerada en el calendario como "día feriado estatal".

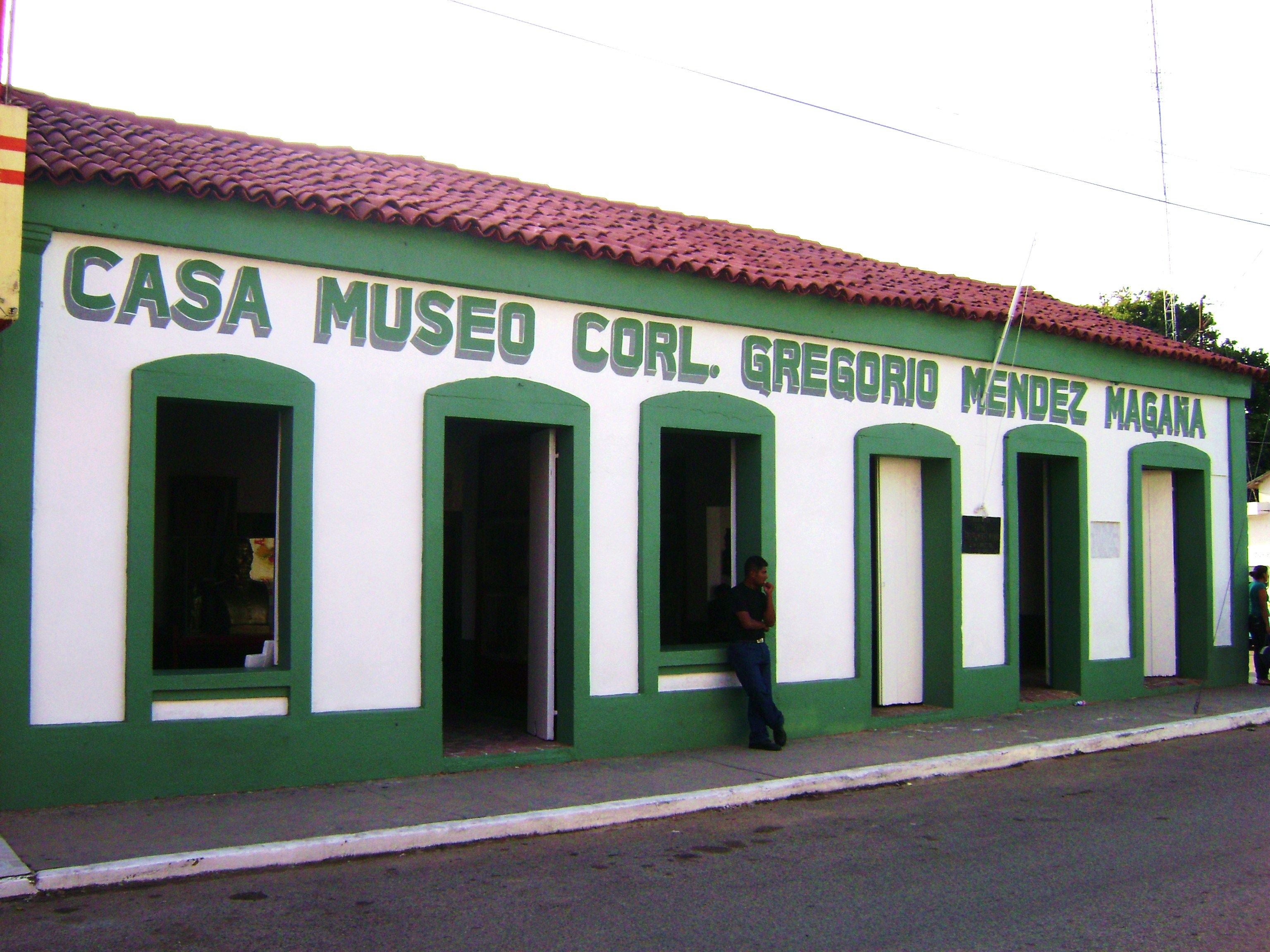
La casa del Coronel Gregorio Méndez, hoy convertida en casa museo, en la ciudad de Jalpa de Méndez.

El nombre del Coronel Gregorio Méndez Magaña, está inscrito con letras de oro en el Congreso del Estado, y en el Muro de Honor del Estado de Tabasco, y existe un busto de él en la Sala de Tabasqueños ilustres. Muchas calles y avenidas de ciudades tabasqueñas, incluyendo una de las principales avenidas en la capital del estado, llevan su nombre, el cual también lo llevan muchas poblaciones y rancherías a lo largo del estado de Tabasco.

## Benemérito de Tabasco
El H. Congreso del Estado, declaró al Coronel Gregorio Méndez Magaña Benemérito de Tabasco por su "valentía y enormes aportaciones para devolver la libertad al estado de Tabasco expulsando a quienes envueltos en una falacia, intentaron invadir y subyugar esta tierra...".fin